# Aserbaidschanischer Fußballpokal 2013/14
Der Aserbaidschanischer Fußballpokal 2013/14 war die 22. Austragung des Pokalwettbewerbs im Fußball in Aserbaidschan. Pokalsieger wurde Titelverteidiger Neftçi Baku PFK. Das Team setzte sich im Finale gegen den FK Qəbələ nach Elfmeterschießen durch. Durch den Sieg qualifizierte sich Neftçi für die 2. Qualifikationsrunde der UEFA Europa League 2014/15.

## Modus
In der 1. Runde, im Achtelfinale und Finale wurden die Begegnungen in einem Spiel entschieden. Bei unentschiedenem Ausgang wurde das Spiel verlängert und gegebenenfalls durch Elfmeterschießen entschieden.
Im Viertel- und Halbfinale wurden die Sieger in Hin- und Rückspiel ermittelt. Bei Torgleichstand in beiden Spielen zählte zunächst die größere Zahl der auswärts erzielten Tore; gab es auch hierbei einen Gleichstand, wurde das Rückspiel verlängert und ggf. ein Elfmeterschießen zur Entscheidung ausgetragen. 

## Teilnehmer
| Premyer Liqası (10)                                                         | Premyer Liqası (10)                                                                  | Birinci Divizionu (10)                                                           | Birinci Divizionu (10)                                                          |
| --------------------------------------------------------------------------- | ------------------------------------------------------------------------------------ | -------------------------------------------------------------------------------- | ------------------------------------------------------------------------------- |
| - AZAL PFK Baku - FK Baku - İnter Baku - Neftçi Baku PFK - FK Qarabağ Ağdam | - FK Qəbələ - Rəvan Baku FK - PFK Simurq Zaqatala - Sumqayıt PFK - FK Xəzər Lənkəran | - FK Ağsu - Araz-Naxçıvan PFK - PFK Kəpəz - Lokomotiv Bilajary FK - FK Mil-Muğan | - MOİK Baku PFK - FK Neftçala - Qaradağ Lökbatan FK - FK Şahdağ-Samur - FK Şuşa |

## 1. Runde
In dieser Runde nahmen acht Zweitligisten teil.
| Datum      |                        | Ergebnis |                            |
| ---------- | ---------------------- | -------- | -------------------------- |
| 23.10.2013 | FK Şuşa (II)           | 4:2      | FK Şahdağ-Samur (II)       |
| 23.10.2013 | MOİK Baku PFK (II)     | 1:3      | Qaradağ Lökbatan FK (II)   |
| 23.10.2013 | FK Mil-Muğan (II)      | 4:2      | Lokomotiv Bilajary FK (II) |
| 30.10.2013 | Araz-Naxçıvan PFK (II) | 1:0      | FK Ağsu (II)               |

## Achtelfinale
Teilnehmer: Die vier Sieger der 1. Runde, alle zehn Erstligisten und zwei weitere Zweitligisten.
| Datum      |                          | Ergebnis              |                         |
| ---------- | ------------------------ | --------------------- | ----------------------- |
| 04.12.2013 | İnter Baku (I)           | 7:0                   | FK Şuşa (II)            |
| 04.12.2013 | Neftçi Baku PFK (I)      | 1:0                   | PFK Kəpəz (II)          |
| 04.12.2013 | Qaradağ Lökbatan FK (II) | 2:5                   | Rəvan Baku FK (I)       |
| 04.12.2013 | FK Baku (I)              | 2:1                   | Sumqayıt PFK (I)        |
| 04.12.2013 | FK Mil-Muğan (II)        | 1:2                   | FK Qəbələ (I)           |
| 04.12.2013 | FK Qarabağ Ağdam (I)     | 1:0                   | AZAL PFK Baku (I)       |
| 04.12.2013 | FK Xəzər Lənkəran (I)    | 4:0                   | FK Neftçala (II)        |
| 04.12.2013 | Araz-Naxçıvan PFK (II)   | 2:2 n. V. (4:2 i. E.) | PFK Simurq Zaqatala (I) |

## Viertelfinale
| Datum             |                        | Gesamt          |                       | Hinspiel | Rückspiel |
| ----------------- | ---------------------- | --------------- | --------------------- | -------- | --------- |
| 12.03./19.03.2014 | İnter Baku (I)         | (a)1:1(a)       | Neftçi Baku PFK (I)   | 1:1      | 0:0       |
| 12.03./19.03.2014 | FK Qəbələ (I)          | 2:1             | FK Qarabağ Ağdam (I)  | 0:0      | 2:1       |
| 12.03./19.03.2014 | Araz-Naxçıvan PFK (II) | 1:2             | FK Xəzər Lənkəran (I) | 1:1      | 0:1       |
| 12.03./19.03.2014 | Rəvan Baku FK (I)      | 1:1 (9:8 i. E.) | FK Baku (I)           | 0:1      | 1:0 n. V. |

## Halbfinale
| Datum             |                     | Gesamt |                       | Hinspiel | Rückspiel |
| ----------------- | ------------------- | ------ | --------------------- | -------- | --------- |
| 16.04./24.04.2014 | Neftçi Baku PFK (I) | 4:2    | Rəvan Baku FK (I)     | 1:1      | 3:1       |
| 16.04./24.04.2014 | FK Qəbələ (I)       | 4:1    | FK Xəzər Lənkəran (I) | 3:0      | 1:1       |

## Finale
| Paarung         | FK Qəbələ – Neftçi Baku PFK |
| Ergebnis        | 1:1 n. V. (1:1, 0:0); 2:3 i. E. |
| Datum           | 22. Mai 2014 |
| Stadion         | Tofiq-Bəhramov-Stadion, Baku |
| Zuschauer       | 22.000 |
| Schiedsrichter  | Əliyar Ağayev |
| Tore            | 0:1 Samit Masimov (51.) 1:1 Marat Ismailow (70.) Elfmeterschießen: Stamenković hält gegen Marat Ismailow 0:1 Érik Ramos Rafael Santos schießt neben das Tor 0:2 Flavinho 1:2 Lourival Assis Ağayev hält gegen Dênis Silva 2:2 Nizami Hacıyev 2:3 Bruno Bertucci Stamenković hält gegen Ibrahima Niasse |
| FK Qəbələ       | Kamran Ağayev – Rafael Santos, Rail Məlikov, Ibrahima Niasse, Dawrondschon Ergaschew (57. Danijel Subotić) – Marat Ismailow, Lorenzo Ebecilio (118. Lourival Assis), Ruslan Tağızadə, Victor Mendy (108. Abdulwaheed Afolabi) – Nizami Hacıyev, Dodô Cheftrainer: Juri Sjomin ( Russland)              |
| Neftçi Baku PFK | Saša Stamenković – Carlos Cardoso, Bruno Bertucci, Məqsəd İsayev, Elvin Yunuszadə – Rəşad Sadıqov (65. Ruslan Qurbanov), Érik Ramos, Samir Masimov (95. Elşən Abdullayev), Ernest Webnje Nfor – Flavinho, Javid Imamverdiyev (65. Dênis Silva) Cheftrainer: Böyükağa Hacıyev                           |
| Gelbe Karten    | Dawrondschon Ergaschew, Rafael Santos, Rail Məlikov, Ruslan Tağızadə – Érik Ramos, Elvin Yunuszadə, Javid Imamverdiyev, Carlos Cardoso |